# Акилова, Маргарита Бахлуловна
Маргарита Бахлуловна Акилова (1919—2015) — советская танцовщица, заслуженная артистка Узбекской ССР (1950), народная артистка Узбекской ССР (1970), лауреат Всемирного фестиваля фольклорного танца и премии Ленинского комсомола Узбекистана.

## Биография
Родилась в 1919 году в семье любителей искусства, росла в их среде. Отец Маргариты был учителем русского языка, пел песни и играл на дойре. Сестра — танцовщица, брат — актёр театра. С 11-12 лет Маргарита выступала с братом на сцене, получив от деятелей искусства прозвище «Крохотный цветок». Исполняла танцы «Памирский», «Духтари хушруй», «Мирзодавлат», «Туркман гузали». Гастролировала с труппой брата по горным кишлакам.
Выступая на сцене театра имени Лахути, впервые встретила своего будущего мужа Исахара Акилова, который приехал по заданию собственного театрального руководства в поисках молодых талантов. В 1935 году Маргарита и Исахар поженились и переехали в Ташкент, будучи уже известными артистами.
Вместе с мужем Исахаром участвовала в создании всех профессиональных танцевальных коллективов Узбекской ССР Государственного ансамбля узбекского танца «Бахор», затем «Шодлик», «Гюзаль» и многих других.
Долгие годы Маргарита Акилова исполняла сложную роль центральной танцовщицы в «Большом бухарском танце».
Пройдя большую школу своего мужа Исахара, Маргарита и сама стала постановщиком танцев, поставив в 1939 году танец «Шодиёна» (с узб. — «Радостный»).
Для своих детей Маргарита была строгой воспитательницей, но именно у неё Вилоят научилась танцам «Рум карсак», «Кувнок киз», «Бухороча», «Шодиена».
По состоянию на 2014 год проживала у сына Артура в Москве, отметив в упомянутом году свой девяностопятилетний юбилей.
Умерла в феврале 2015 года в возрасте девяноста пяти лет.

## Семья
Маргарита Акилова является яркой представительницей знаменитой семьи Акиловых — танцоров узбекского танца.
- Муж (1914—1988) — Исахар Акилов — известный балетмейстер, один из основателей Бухарско-еврейского музыкально-драматического театра, мастер танцевального искусства, заслуженный артист Узбекской ССР (1959), народный артист Узбекской ССР (1970)[8][3][9]. Стоял у истоков современной хореографии классического узбекского танца. Бухарский еврей родом из Самарканда[2][3][4]
  - Мать мужа — Давора-ханум — танцовщица женской половины дворца бухарского эмира[1].
- Дочь — Вилоят (1937—2022) — советская и узбекская артистка, танцовщица, балетмейстер, хореограф. Народная артистка Узбекской ССР (1989)[8][2][10].
  - Правнучка (внучка Вилоят) — Лена — танцовщица, ведущая солистка ансамбля «Шалом, Ташкент!», победитель фестиваля культурных центров «Узбекистан — наш общий дом», лауреат конкурса «Израиль в музыке и танце»[11].
- Дочь — Зулейха — балетмейстер, заслуженная артистка Узбекистана, солистка Москонцерта, умерла в Израиле в 1998 году[2][3].
- Дочь — Гавхар (Галя) — специалист по хоровому дирижированию, участница танцевального ансамбля «Братья Акиловы» имени Исахара Акилова[2][3].
  - Внук — Юрий (сын Гали) — участник танцевального ансамбля «Семья Акиловых»[12].
  - Внук — Исахар (сын Гали) — участник танцевального ансамбля «Семья Акиловых»[12].
- Дочь — Лола — танцовщица, заслуженная артистка Узбекистана, создатель и участница танцевального ансамбля «Братья Акиловы» имени Исахара Акилова (ансамбль — лауреат Золотого кубка — высшей награды международного фольклорного фестиваля в Сицилии)[2][3].
  - Муж дочери Лолы — Малкиэл Акилов (до брака — Алишаев) — известный в Узбекистане и Израиле дойрист, участник танцевального ансамбля «Братья Акиловы» имени Исахара Акилова[3].
- Сын — Артур — композитор, живёт в Москве[1].

## Отзывы, оценки, критика
Трудами Исахара и Маргариты Акиловых бывшая самодеятельная танцевальная группа, созданная из любителей танца во дворце культуры Ташкентского текстильного комбината, реорганизованная в 1955 году (с участием М. Тургунбаевой) в ансамбль «Бахор», была поднята на профессиональный уровень, что было отмечено званием лауреата и золотой медалью Международного фестиваля молодежи 1957 года в Москве, званием Государственного ансамбля народного танца Узбекистана в 1960 году, хореографической премией «Золотая туфелька» 1977 года в Венгрии. Дважды коллектив удостаивался чести выступать в Кремлёвском дворце съездов.
И в Средней Азии и за её пределами пользовались большой популярностью танцевальные ансамбли «Бахор» и «Шодлик», созданные Маргаритой и Исахаром Акиловыми, сделавшими многое для творческого совершенства этих коллективов.
Маргарита Акилова была известна как виртуозная танцовщица в Узбекистане, Таджикистане и Израиле.
По мнению Л. Авдеевой, именно Маргарите Акиловой принадлежит честь развития созданной Исахаром Акиловым школы современного сценического бухарского танца, обладающего сюжетом и в массовой и сольной формах.

## Награды, звания, премии
- 1950 — заслуженная артистка Узбекской ССР[17].
- 1951 — медаль «За трудовое отличие»[18].
- ???? — лауреат Всемирного фестиваля фольклорного танца[6].
- ???? — лауреат премии Ленинского комсомола Узбекистана[6].
- 1970 — народная артистка Узбекской ССР — «за большие заслуги в развитии народного самодеятельного искусства в республике»[3][6][19].

## Дополнительное чтение
- Jalilova S. S. O’zbek raqsini O'qitish uslubiyoti : O’quv qo‘llanma bakalavriat yo’nalish bo’yicha 5111000 – kasb ta’limi (5151300 –xoreografiya) :  [узб.] / O'zbekiston davlat xoreografiya akademiyasi. — Toshkent, 2020. — 101 с.
- Saitova E. Y., Abraykulova N. E. Xoreografiya va raqs sanati asoslari :  [узб.]. — Toshkent : «Fan va texnologiya», 2015. — 128 с. — 300 экз.